# Anormenis metdiscus
Anormenis metdiscus är en insektsart som beskrevs av O'brien 1987. Anormenis metdiscus ingår i släktet Anormenis och familjen Flatidae. Inga underarter finns listade i Catalogue of Life.